# Метеор-Природа
Метеор-Природа — серия советских экспериментальных метеорологических спутников, основанных на космическом аппарате Метеор.

## Задачи
Основной целью экспериментальных полётов были совершенствование и разработка новых методов получения, отработки и интерпретации космической информации о природных ресурсах и окружающей среде.
КА серии «Метеор-Природа» применялись для проведения гидрометеорологических наблюдений, для сбора информации, необходимой для исследования природных ресурсов Земли (ИПРЗ) и метеорологической информации для нужд оперативной службы погоды.
Оборудование имело следующий набор задач:
- получение многозональных снимков облачности и подстилающей поверхности над ограниченными районами;
- получение данных о пространственном распределении зон осадков и их интенсивности, об интегральной водности облаков, положении границ ледяного покрова и его сплочённости
- получение данных об общем влагосодержании атмосферы;
- получение данных о температуре подстилающей поверхности;
- измерение отражённой радиации и её поляризационных компонентов с целью определения фазового состава облаков;
- измерение интенсивности потоков корпускулярного излучения;
- измерение теплового излучения верхней атмосферы;
- приём многозональной информации с аппаратуры, работающей в режиме непосредственной передачи, на всех трёх пунктах приёма информации.

## Оборудование
В зависимости от научной программы, на аппаратах устанавливалась следующая аппаратура:
- бортовой информационный комплекс БИК-Э в составе сканирующей четырёхканальной аппаратуры телевизионного типа малого разрешения (МСУ-М) и двухканальной аппаратуры телевизионного типа среднего разрешения (МСУ-С);
- Цифровая сканирующая система «Фрагмент» в составе 8-канального оптического сканера и цифрового радиопередающего устройства[1];
- Трёхканальный микроволновый радиометр (СВЧ-аппаратура);
- Сканирующий ИК радиометр «Ласточка»
- Радиотеплолокационная поляризационная аппаратура
- Сканирующий инфракрасный поляриметр (А-014)
- Четырёхканальный спектрометр (А-019)
- Сканирующий инфракрасный радиометр наклонного зондирования (А-018)
- Спектрометр-интерферометр (СИ-аппаратура)[2]

## История
Начиная с 1960-х годов для выполнения работ по дистанционному зондированию Земли с помощью космических средств и проведения метеорологических исследований, в космос запускали аппараты серии «Метеор». Эти аппараты производил ВНИИЭМ.
Все аппараты серии можно разделить на три группы:
- технологические — использовались для отработки отдельных систем и комплекса в целом;
- оперативные — основная часть системы гидрометеорологических наблюдений;
- экспериментальные — использовались для проведения научных исследований.

Первый экспериментальный спутник «Метеор» (№ 18) был запущен в 9 июля 1974 г. Впоследствии было запущено ещё несколько экспериментальных спутников. «Метеор» (№ 28), запущенный 29 июня 1977 года, и последующие спутники стали выводиться на солнечно-синхронную орбиту. Таким образом, впервые появилась возможность получать информацию по одним и тем же районам земной поверхности в одинаковых условиях освещённости.
Спутник «Метеор» (№ 31), запущенный 10 июля 1981, получил второе наименование «Метеор-Природа». Впоследствии это наименование во многих источниках стали использовать для наименования всех экспериментальных спутников «Метеор». Всего было запущено 7 таких аппаратов. Впоследствии наработки этих пусков стали основой для аппаратов Метеор-М и Ресурс-О.
| Наименование КА        | Официальное имя | Дата запуска | NSSDC ID  | SCN   | Место запуска | Срок службы   | Комментарий |
| ---------------------- | --------------- | ------------ | --------- | ----- | ------------- | ------------- | --- |
| «Метеор-Природа» № 1   | «Метеор» № 18   | 09.07.1974   | 1974-052A | 07363 | Плесецк       | 2 г. 4 мес    | Первый в СССР запуск спутника для регулярного изучения природных ресурсов Земли из космоса                                       |
| «Метеор-Природа» № 2-1 | «Метеор» № 25   | 15.05.1976   | 1976-043A | 08845 | Плесецк       | 2 г. 2 мес.   | |
| «Метеор-Природа» № 2-2 | «Метеор» № 28   | 29.06.1977   | 1977-057A | 10113 | Байконур      | 1 г. 8 мес.   | Впервые осуществлён запуск спутника на солнечно-синхронную орбиту                                                                |
| «Метеор-Природа» № 2-3 | «Метеор» № 29   | 25.01.1979   | 1979-005A | 11251 | Байконур      | 2 г. 6 мес.   | |
| «Метеор-Природа» № 3-1 | «Метеор» № 30   | 18.06.1980   | 1980-051A | 11848 | Байконур      | 8 лет 3 мес   | Запуск спутника с приборами высокого пространственного разрешения и передачей многозональной информации по цифровым радиоканалам |
| «Метеор-Природа» № 2-4 | «Метеор» № 31   | 10.07.1981   | 1981-065A | 12585 | Байконур      | 3 года 1 мес  | Спутник запущен по специальной программе «Болгария-1300»                                                                         |
| «Метеор-Природа» № 3-2 | Космос-1484     | 24.07.1983   | 1983-075A | 14207 | Байконур      | 3 года 6 мес. | В связи с отсутствием необходимой ориентации КА — спутник использовался только для отдельных научных исследований                |